# Steroma andensis
Steroma andensis är en fjärilsart som beskrevs av Felder 1867. Steroma andensis ingår i släktet Steroma och familjen praktfjärilar. Inga underarter finns listade i Catalogue of Life.